# 新疆国际大巴扎
新疆国际大巴扎（維吾爾語：شىنجاڭ خەلقئارا چوڭ بازىرى‎）是中国新疆维吾尔自治区乌鲁木齐市二道桥地区的一处景区、商业区。它集旅游观光、民族商贸、餐饮、民族艺术展示、零售为一体
新疆国际大巴扎始建于2003年，2018年开始扩建新疆国际大巴扎步行街。新疆国际大巴扎建筑面积9万平方米左右，除了巴扎本身外，还有高超过70米的丝绸之路塔、能容纳千人的演艺大剧院、770余米不同主题的室外步行街等。新疆国际大巴扎建筑结合伊斯兰建筑、中原建筑、维吾尔建筑特色，也存在古希腊等多地建筑风格，体现了新疆是东西方文化交流的中心。在新疆国际大巴扎可以看到《丝绸之路·千年印象》《丝路互鉴》《阿凡提梦游记》等常驻演出以及不同主题的中国国家级非物质文化遗产表演、展出。新疆国际大巴扎是国家AAAA级旅游景区、国家级夜间文化和旅游消费集聚区、国家级旅游休闲街区，大巴扎步行街是中国美食旅游十街之一。

## 背景历史

### 新疆的巴扎
巴扎一词源于波斯文‎，为集市、市场、集市贸易之意。维吾尔语、哈萨克语、柯尔克孜语、乌兹别克语、塔塔尔语、图瓦语中均称集市、市场为巴扎。这些语言中，最早出现的文献记载可追溯到公元15世纪的《高昌馆杂字·地理门》之中，回鹘文发音与如今的维吾尔语几乎相同，译音“把撒儿”，意译“市廛”。不过中亚作家谢热甫丁·叶孜迪（约1360-1440年）《艾米儿·铁木尔演义》中多次提到巴扎，可见在14世纪左右已经被中亚多个民族语言所使用。巴扎一词最早的汉文，则出现在元代《玉堂嘉话》收录的《西使记》中，称其为巴咱尔，是热闹如同上巳节的回纥贸易。
传统的新疆巴扎是以家庭农业、家庭手工业为主的新疆少数民族进行生产、交换、分配、消费的场所。农民是巴扎的主要参与者。随着贸易的发展，清代以后，喀什噶尔、叶尔羌、阿克苏等地的巴扎吸引着从中国内地、英国、俄国、印度等各地商人前往进行大宗货物贸易，这些商人并逐渐成为巴扎固定贸易的主体。现在的巴扎则逐渐成为传统文化和现代文化相互交融的窗口，世界各地的游客被巴扎所吸引。不同的巴扎交易的商品不同，农村的巴扎以米面、蔬菜、牛羊肉、干果、牲畜等农民自产自销的农副产品和土特产为主。城镇的巴扎则更为齐全，既包括生活用品，也包括外国商品、民族特色产品等。除贸易外，新疆的巴扎也是社交的重要场所。在巴扎人们也可以通过交流、攀谈等方式完成信息的汇聚与传播，年轻男女会在巴扎相遇、相爱，年长的人在巴扎喝茶闲谈。新疆巴扎还是传统文化活动的场所。在巴扎上会举办麦西热甫，表演达瓦孜、达斯坦、鬥鸡、鬥羊等多种活动。

### 南关二道桥
清乾隆年间，农牧民会汇聚在迪化肇阜门（乌鲁木齐市南门）以外地区进行货物交换等贸易。清末，交通要道木质二道桥得以修建。逐渐有不同民族在二道桥聚居，随着人流的增多，周边居民开始开展贸易活动，为发展成民族商业贸易区打下基础。《伊犁条约》签订后，俄国商人在划定的迪化贸易圈内建立洋行，经营各类贸易。迪化贸易圈与二道桥地区距离不远。中华民国大陆时期，俄商一度扩张到二道区地区，在此经营各类货物贸易。
新疆和平解放后，大量经营餐饮、售卖鲜干果的个体商贩会聚到二道桥一带，二道桥地区成为民族气息浓厚的商业聚集地。1959年元旦，二道桥百货商店开业，百货商店开始替代个体商贩。虽然文化大革命时期二道桥的商贸活动一度颓废，但改革开放后，二道桥地区的商业活动开始恢复并快速发展。1982年，二道桥市场得以建立。1985年，乌鲁木齐市人民政府批准专营民族用品。于是二道桥市场吸收周边商户，加上毗邻的二道桥民族贸易公司，二道桥成为新疆最大的民族日用品专营市场。
进入21世纪后，二道桥和很多传统城市商圈类似，因历史原因和缺乏合理规划，开始出现颓废之势。既无法满足商家对业态布局的要求，也难以满足消费者新的消费意识。乌鲁木齐市人民政府提出“建经济强市、创旅游名城”的发展策略，二道区地区及周边社区的一部分原居民开始迁出，平房、自建房开始拆除。二道桥市场等现代化设施开始兴建。同时，乌鲁木齐市人民政府开始规划乌鲁木齐市最具民族传统特色的代表地区——民俗风情一条街。

### 营建大巴扎
在新的历史背景下，新疆宏景集团董事长李建宏推荐兰德投资（香港）有限公司董事长李士崎前往新疆。于是，李士崎在2002年前往新疆乌鲁木齐，并对二道桥商区进行考察。在经过和政府多次磋商、对当地商业多次论证、举办“新疆国际大巴扎民俗文化座谈会”后，最终在多方支持下，新疆国际大巴扎得以开始修建。新疆国际大巴扎由新疆宏景集团和兰德投资（香港）有限公司共同投资，新疆建筑设计研究院设计，新疆建筑设计研究院名誉院长王小东为设计总负责人。于2002年4月28日正式开工奠基。并于2003年6月竣工。2003年8月28日，大巴扎正式营业。9月，宴艺大剧院（现演艺大剧院）投入使用。2004年2月，法国零售集团家乐福的中国西北首家门店选择在了新疆国际大巴扎开门营业。
2018年3月开始，新疆国际大巴扎靓化工程开始展开，工程整修大巴扎周围街道建筑立面；拆除违章建筑和围墙；美化广告牌匾；量化夜景；改造基础设施等，并修建新疆国际大巴扎步行街。8月大巴扎步行街开始营业。2019年8月，步行街二期A区开始营业。2020年又对宴艺大剧院（现演艺大剧院）等场所进行提档升级。2021年11月起，新疆国际大巴扎开始24小时开放营业。2023年4月，大巴扎美食街升级改造完成。8月，大巴扎步行街石榴花巷正式开业。新疆国际大巴扎整体升级的同时，乌鲁木齐首家综合型馕房——大巴扎馕房、水果巴扎、阿凡提和田烧烤乐园、阿勒泰地区文化体验街区、新疆兵团记忆官方店等摊位、店铺相继开业。

## 位置布局

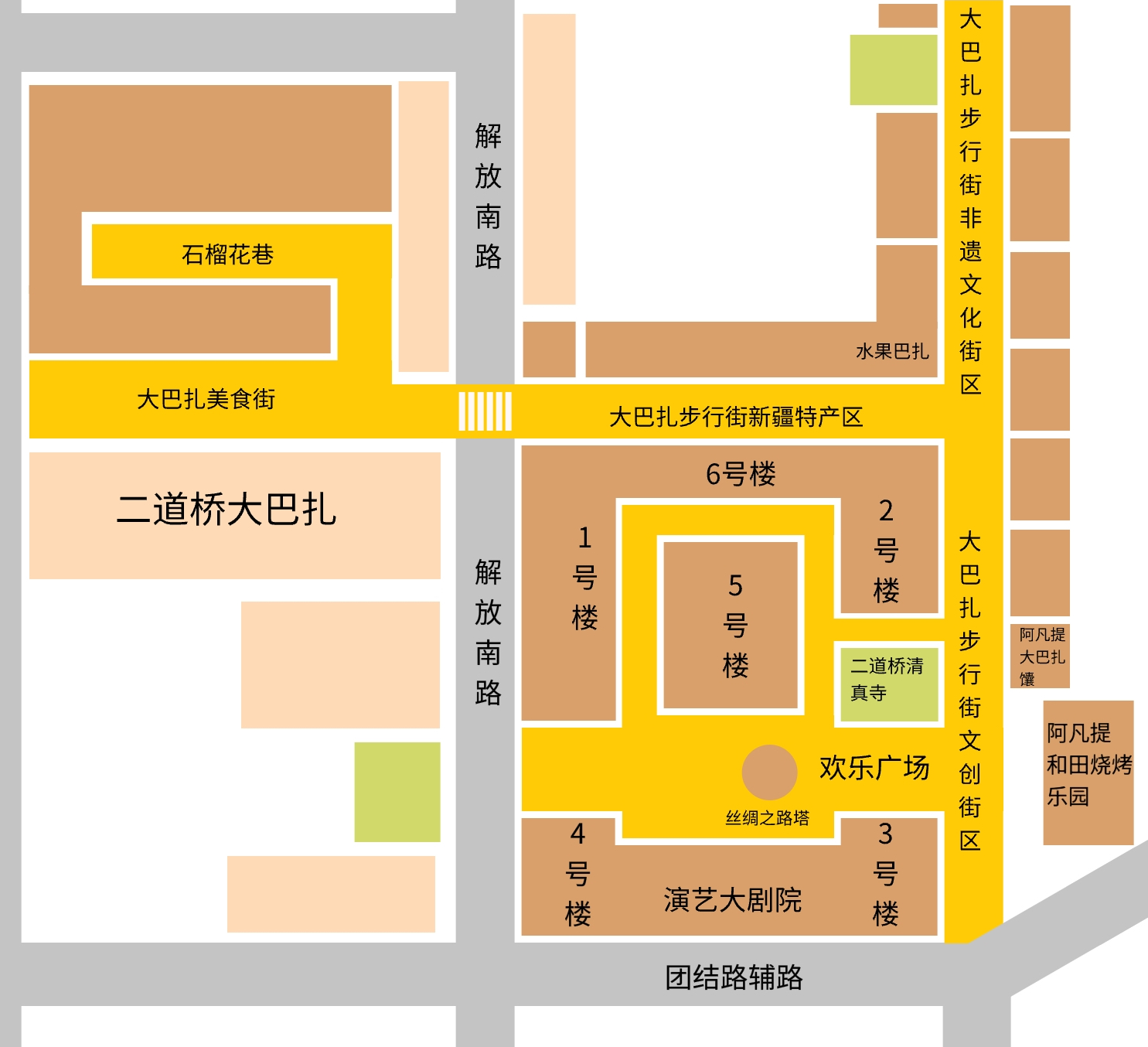
新疆国际大巴扎及大巴扎步行街示意图（2023年）

新疆国际大巴扎位于中华人民共和国新疆维吾尔自治区乌鲁木齐市天山区解放南路，地处乌鲁木齐市少数民族聚居区和传统民族商业区——二道桥地区。新疆国际大巴扎西侧为解放南路，东以和平南路为界，北临天池路，南为团结路辅路及外环路。新疆国际大巴扎占地4万平方米。大巴扎步行街围绕新疆国际大巴扎而建，范围比大巴扎面积更大。南侧至外环路，即新疆国际大巴扎南侧边界；北至龙泉街，西侧边界跨越解放南路到龙泉街南巷，东为原城市道路和平南路。
大巴扎建筑面积约9万平方米，其中1号楼和2号楼均为三层，面积分别是近21000平方米和超过11500平方米。3号楼、4号楼、演艺大剧院为一体建筑，高四层，局部五层，面积近30000平方米。5号楼为二层建筑，面积约6300平方米。6号楼为连接1号楼和2号楼的连廊，面积超过2330平方米。1号楼和2号楼共同构建了内向型庭院，相互之间有连廊6号楼和露天巴扎5号楼。3号楼、4号楼、演艺大剧院位于南侧，和1号楼、2号楼之间构成广场，广场有丝绸之路塔。二道桥清真寺则位于丝绸之路塔东北侧，2号楼南侧。新疆国际大巴扎有丝绸之路步行街等数条室内步行街将各商铺、建筑相连。平面呈“凹”字型，共有通往广场、大巴扎步行街等出口4处。大巴扎步行街则是围绕新疆国际大巴扎而建的室外步行街，全长775米。平面呈“T”字型，已建成3个区域（2023年）。

## 建筑特色

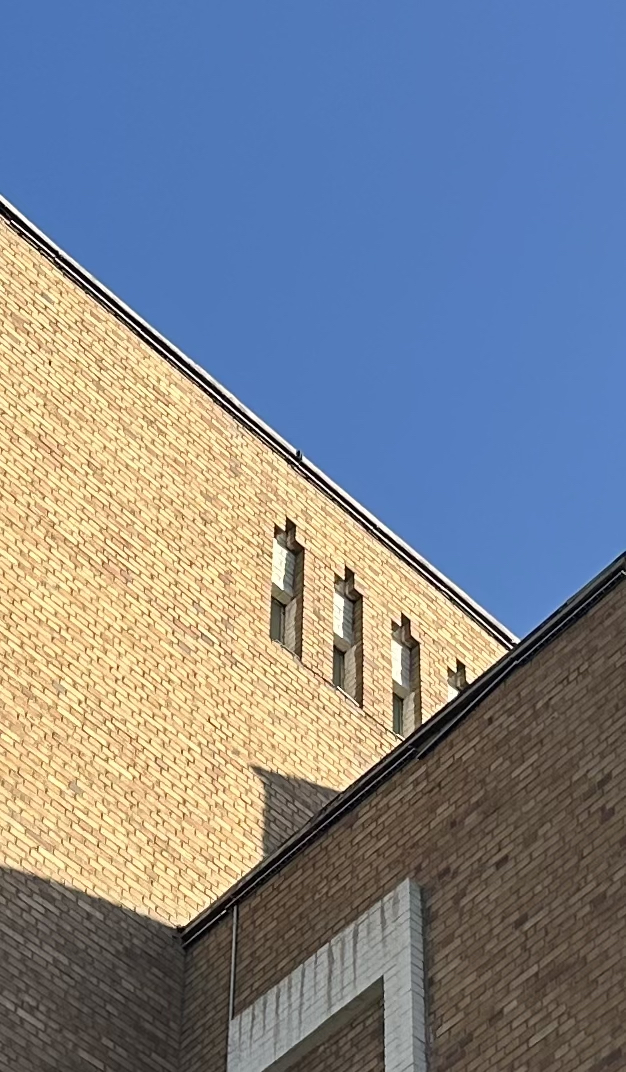
新疆国际大巴扎一角

新疆国际大巴扎建筑体现了新疆作为东西方交流的中心的特点。建筑风格既借鉴了伊斯兰建筑的拱、圆顶、廊等元素，也有喀什高台民居空间多变的传统维吾尔族建筑特点，还采纳了传统中原建筑风格横平竖直的特点。也存在古希腊建筑、古罗马建筑、古西亚建筑风格的影响。不过新疆国际大巴扎的建筑依然属于现代建筑，具备空调系统、通风系统、照明系统、交通疏散通道、卫生设施等基础设施，也有电梯、自动扶梯、玻璃幕墙等现代设施。
新疆国际大巴扎外墙材料以适合乌鲁木齐市气候的耐火砖为主，整体外观颜色为土红和白色。建筑立面上利用单种砖的不同堆砌，形成不同的几何图案。新疆国际大巴扎的门窗开孔的形状则多小且隐秘，建筑开窗多位尖形和马蹄形等拱券，建筑内部也用拱券进行空间划分，这些特点使大巴扎拥有特有的光影效果。与周边同时期彩色瓷砖纹身满贴的建筑形成对比，突出了新疆国际大巴扎简洁的个性。

## 主要景点

### 巴扎商铺
新疆国际大巴扎既是旅游景点，其商铺也起到新疆民族商品集散地的作用。至少有3300家商铺选择入驻新疆国际大巴扎，商业楼主要是巴扎的摊位商铺，多数商铺面向人行道。所售物品以民族特色商品、特色饮食等为主，涉及首饰、服饰、物品、乐器、铜器、香料、毛毯、工艺品、玉器、水果等商品。至少有6000人在此从业。

### 演艺大剧院
新疆国际大巴扎演艺大剧院，原为宴艺大剧院。面积8000平方米，观众席共三层，可容纳1000人就餐和观赏节目。2012年，大剧院舞台改造升级，增设LED电子显示屏，灯光音响、舞台设备等以配合演出表演。演艺大剧院是歌舞演艺《丝绸之路·千年印象》的举办场所，除演出外大剧院还提供多种新疆饮食，也提供如打馕等民族文化体验活动，还可以为乌鲁木齐市民提供举办婚庆的场所。

### 二道桥清真寺
二道桥清真寺历史上为“吐鲁番清真寺”，新疆国际大巴扎项目开发后被回迁至此，并更名为二道桥清真寺。二道桥清真寺建筑面积2300平方米，建筑风格与大巴扎其他建筑相近，是典型的维吾尔族建筑风格。信教群众以维吾尔族为主。二道桥清真寺作为新疆国际大巴扎的一部分，一楼为专卖维吾尔族服饰、乐器、特产等商品的卖场。

### 丝绸之路塔
丝绸之路塔是新疆国际大巴扎的制高点，是高超过70米的观景台，位于新疆国际大巴扎广场中央。因考虑到新疆受到不同文化的影响，丝绸之路塔的外形造型参考了古埃及、古罗马、巴比伦的不同柱式，塔顶借鉴了乌兹别克斯坦布哈拉的卡扬宣礼塔，塔身则将新疆吐鲁番市的苏公塔、鄯善县的鲁克沁宣礼塔等塔为原型，淡化宗教之含义而创造的新塔。塔墙材料为土红色耐火砖，外墙装饰以砖砌花饰为主，也有十二木卡姆的浮雕。塔内设有客货电梯。塔顶层为克孜尔千佛洞壁画复制品，其下为观景平台。塔内旋转楼梯间有民间艺术家创作的龟兹、吐鲁番等古丝路的绘画等装饰。
新疆国际大巴扎内还有以南疆地区饮食和北疆地区饮食的舌尖上的新疆美食馆，位于4号楼四层；由13个民族特色主题包厢组成的新疆民俗生活宴会馆，位于4号楼五层。

### 步行街
新疆国际大巴扎室内的步行街包括丝绸之路步行街、阳光步行街等主要步行街，是与国际大巴扎同时修建的步行街。室外则以大巴扎步行街为主，是2018年改造工程后新建的步行街。大致可分为宽26米的A区——非遗文创休闲街区；宽22米的B区——文化旅游特产街区；宽15米的C区——新疆特色餐饮美食街区。在非遗文创区，有纤维艺术毛皮画、艺术手工剪纸等多个非遗工作室。在大巴扎步行街有着不少旅游纪念品店，所售旅游纪念品包括陶艺雕塑系列、馕衍生品系列、刺绣背包系列、新疆美食抱枕、车载腰枕系列，内容元素不限于艾德莱斯纹样、龟兹壁画、高昌壁画、新疆瓜果、风景、美食等。
大巴扎的美食街，即步行街C区有超过70家档口，超过3000个就餐位，提供包括羊肉串、羊杂汤、烤鱼、烤鹅蛋、酸奶粽子在内的上百种饮食。而在大巴扎步行街C区北侧则是石榴花巷，是以演艺《丝路互鉴》为主的演艺街区。内还有新华书店、大巴扎手风琴主题馆、中亚国家主题馆、王洛宾主题馆等。大巴扎步行街还有乌鲁木齐市市民间文艺家协会会员张国靖的作品——馕、烤肉为主题的雕塑，以及广场舞台、时光隧道、幸福之门、魔盒等等人文景观。
大巴扎步行街另有经营面积超过2500平方米的南疆北疆水果巴扎，是以新疆瓜果文化为主题，集文化、旅游、展示、销售于一体的干鲜果体验店。内设12个水果主题馆，包括葡萄馆、苹果馆、红枣馆等。除此之外，大巴扎步行街还分布有地州、兵团相关的区域。如分布着尖顶木屋和哈萨克族毡房阿勒泰地区文化体验街区，以及以新疆生产建设兵团文化为主题的文创店，新疆兵团记忆官方店。

### 阿凡提大巴扎馕房
阿凡提大巴扎馕房位于大巴扎步行街，是乌鲁木齐市首家能够同时展示馕文化，体验制作馕，创新开发新式馕和馕销售的平台。馕房既包括展厅，也有摊位。室内有新疆馕的六大产区示意图，并展出包括库车大馕在内的近百种馕品，也展出了馕的制作步骤和场景还原。馕房二楼有休息品尝区，也有体验打馕过程的场地。馕房出口有售卖如玫瑰花馕、巴旦木馕、辣皮子馕等特色馕的区域。室外则有模拟馕坑和馕标识的展示。在阿凡提大巴扎馕房会举办一元购馕等活动。

### 阿凡提和田烧烤乐园
阿凡提和田烧烤乐园位于大巴扎步行街A区出入口处，是4层独栋楼，面积约6000平方米。阿凡提和田烧烤乐园是以中国国家级非物质文化遗产民间文学阿凡提故事为主题，集购物、非遗文创、餐饮食、演出于一体的主题乐园。其中一层为阿凡提“精品礼物”馆，售卖乐器、铜器、干果等新疆特产；二层到四层均能看到中心舞台，每天原创剧《阿凡提梦游记》在此表演；二层有更多的阿凡提元素窗棂院墙、葡萄晾房等场景；四层则为面积更大的宴会厅。

## 歌舞表演

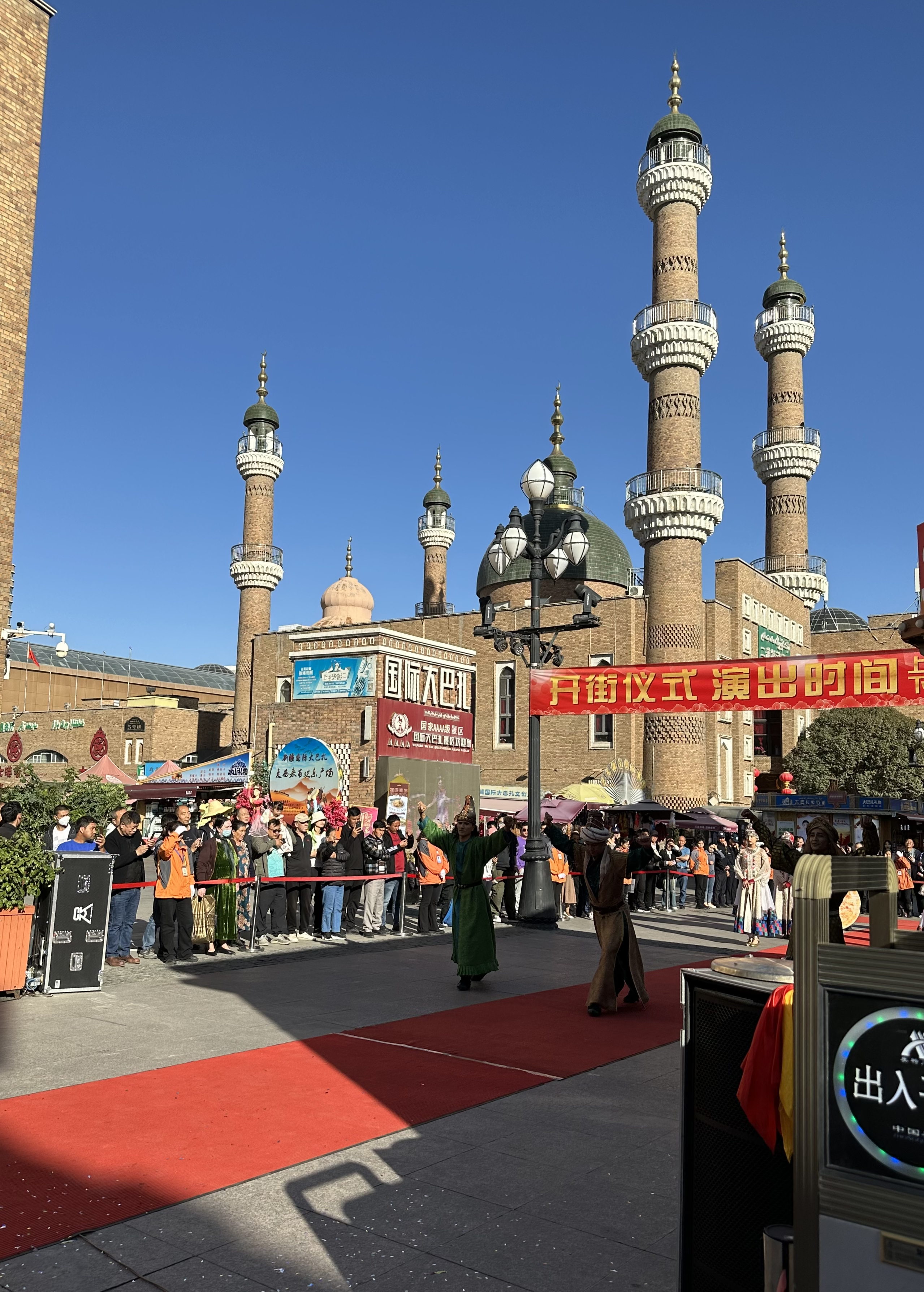
新疆国际大巴扎步行街开街仪式

旅游旺季，新疆国际大巴扎会举办不同演出。新疆国际大巴扎步行街每日会举办两场开街仪式以吸引游客，仪式内容包括新疆民间音乐、舞蹈、时装走秀、巡游等环节。除冬季外，演艺大剧院每晚会举办原创歌舞演艺《丝绸之路·千年印象》，演出以新疆特有的沙漠、草原、高原文化和历史为主要背景，以新疆民间歌、舞、乐、传统习俗为元素进行表演。《丝绸之路·千年印象》分为3个篇章，分别是梦回千年、丝路风姿、盛世华章，演出包括。旅游旺季时，会增加场次。大巴扎步行街石榴花巷每晚会办全时全域情境装置的演艺《丝路互鉴》，根据客流进行2-3场演出。《丝路互鉴》以音乐、灯光、舞蹈、表演为主要演出形式，展示丝绸之路沿线不同的文化。演艺区由中原风格舞台、西域风格舞台、金甲武士舞台构成。在阿凡提和田烧烤乐园的宴会厅也会举行以新疆歌舞为主的原创剧《阿凡提梦游记》。
除常驻演出外，在新疆国际大巴扎也会举办与非物质文化遗产相关的表演活动。2022年夏季新疆国际大巴扎举办非遗达瓦孜艺术节，每天进行中国国家级非物质文化遗产达瓦孜表演。2023年6月，新疆维吾尔自治区文化馆联合安徽省阜阳市文化旅游体育局在新疆国际大巴扎展示中国国家级非物质文化遗产颍上花鼓灯表演。2023年中秋节和中华人民共和国国庆节，新疆国际大巴扎举办“国韵戏曲·魅力非遗·千年传承”活动，其中有中国国家级非物质文化遗产新疆曲子等表演。

## 所获称号

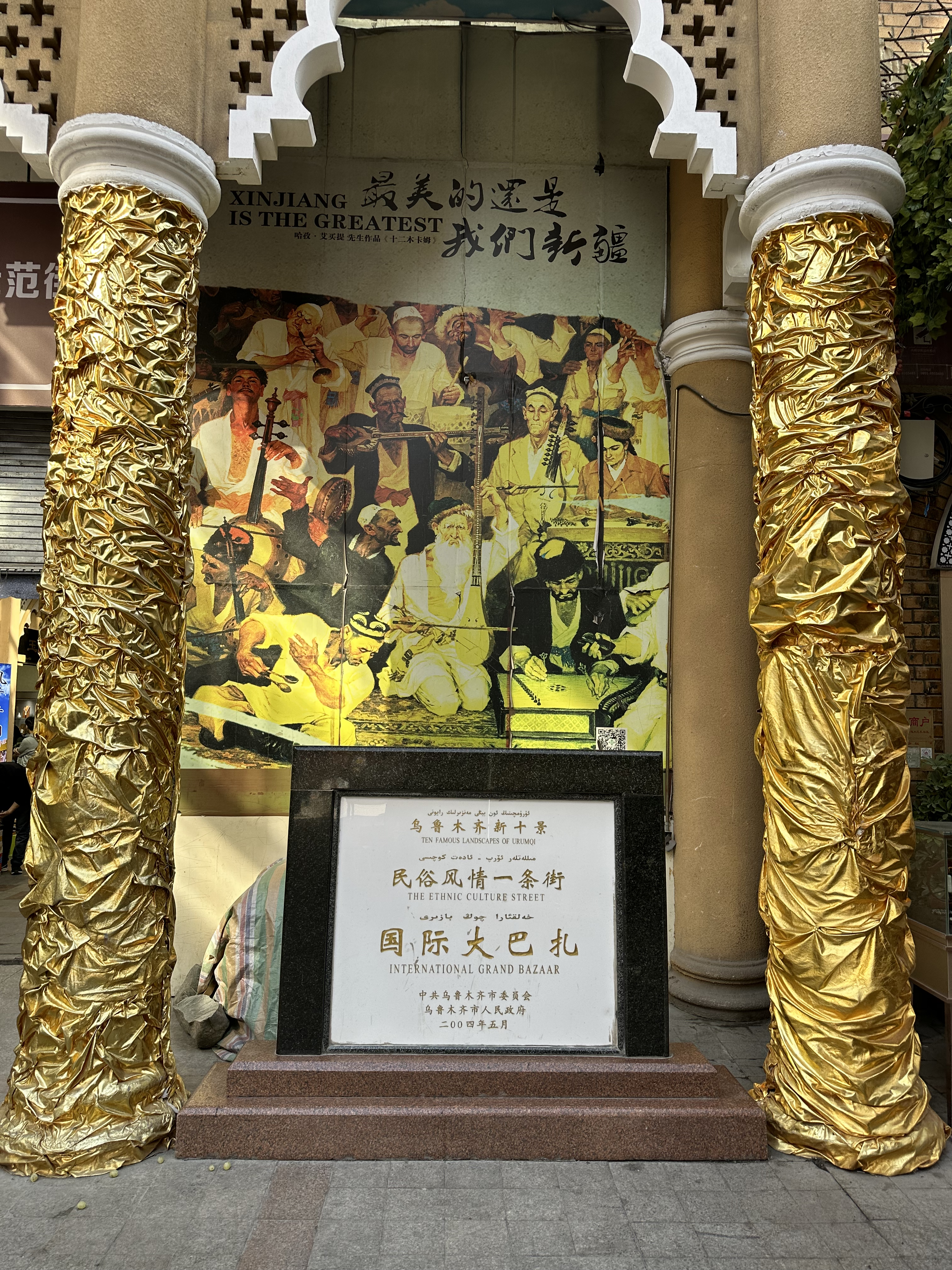
新疆国际大巴扎是乌鲁木齐新十景之民俗风情一条街的组成部分

新疆国际大巴扎曾获得多项建筑、工程类奖项和称号。2004年，新疆国际大巴扎获得第三届中国建筑学会建筑创作奖优秀奖。2009年，中国建筑业协会联合11家行业建设协会评选的“新中国成立60周年’百项经典暨精品工程’”，新疆国际大巴扎是其中之一。
作为景区，新疆国际大巴扎及步行街也曾获得多项称号。2003年12月，新疆国际大巴扎作为二道桥民俗风情一条街的景区之一被中国共产党乌鲁木齐市委员会宣传部组织评选为“乌鲁木齐新十景”。2015年，新疆国际大巴扎达到国家AAAA级旅游景区质量等级标准要求，并通过验收。2021年，在中华人民共和国文化和旅游部公布的首批《国家级夜间文化和旅游消费集聚区名单》中，新疆国际大巴扎名列其中。2022年，新疆国际大巴扎又以新疆维吾尔自治区乌鲁木齐市天山区大巴扎旅游休闲街区的名称入选首批国家级旅游休闲街区。同一年，新疆国际大巴扎还被选为新疆非遗巴扎。由中国旅游研究院、湖南省文化和旅游厅、郴州市人民政府联合主办2023中国美食旅游发展论坛上，新疆国际大巴扎步行街获得“中国美食旅游十街”称号。